# Валенсийская кухня

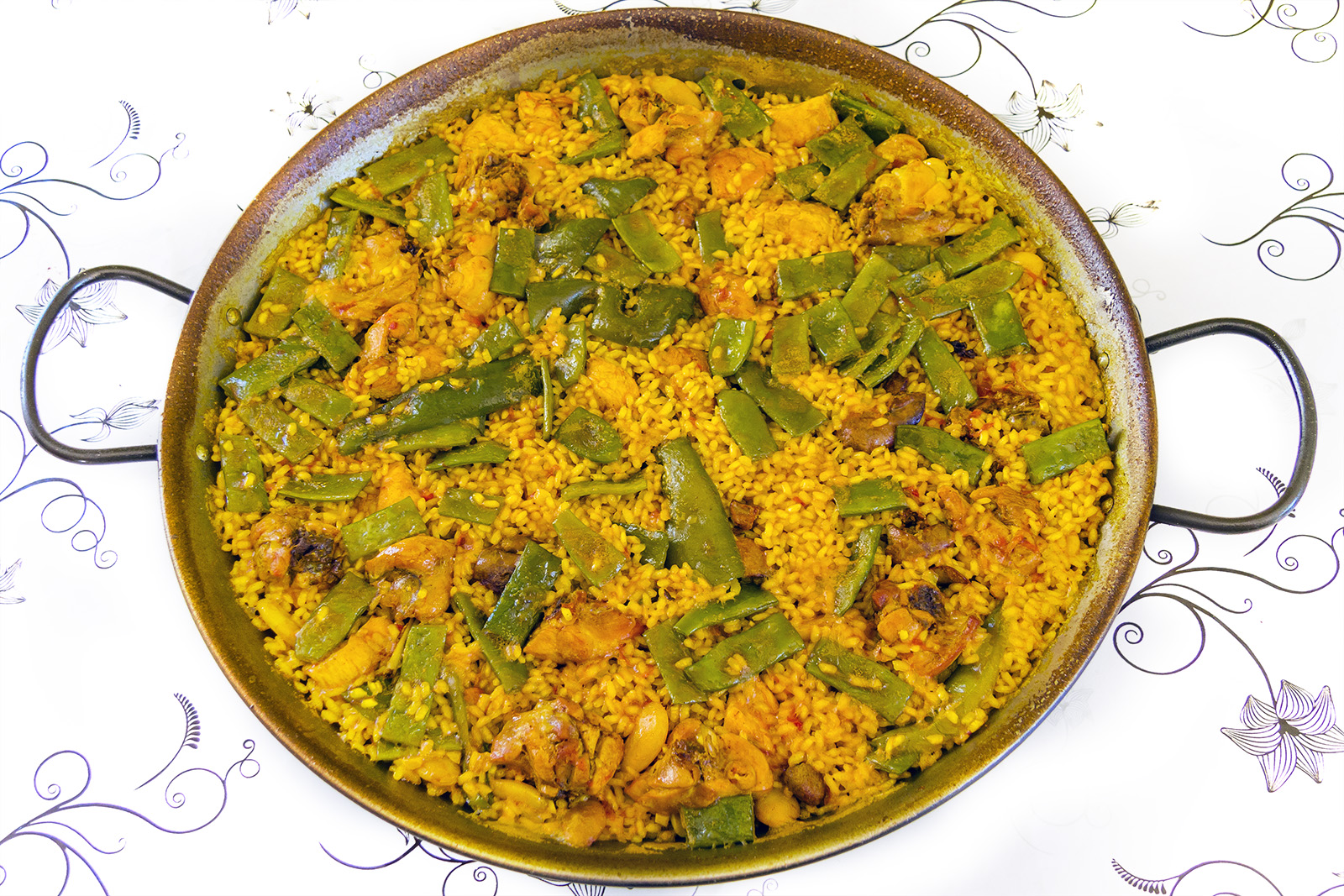
Валенсийская паэлья – самое известное блюдо автономного сообщества

Валенсийская кухня — кухня автономного сообщества Валенсия, обладающая характеристиками средиземноморской кухни. Её основными ингредиентами являются овощи, морепродукты и мясо. Известна во всем мире своими блюдами из риса (arròs), такими как паэлья, и цитрусовыми. Валенсийская кухня и кухни соседних регионов находились под взаимным влиянием, поэтому блюда часто имеют общие черты. Среди них балеарская кухня, каталонская кухня, арагонская кухня, кухня Манчего и кухня Мурсии.

## Основные блюда

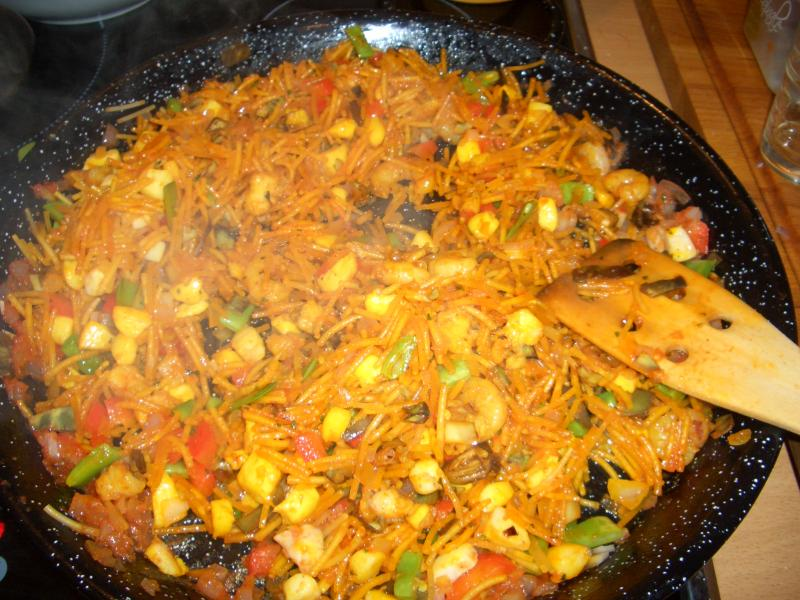
Фидеуа

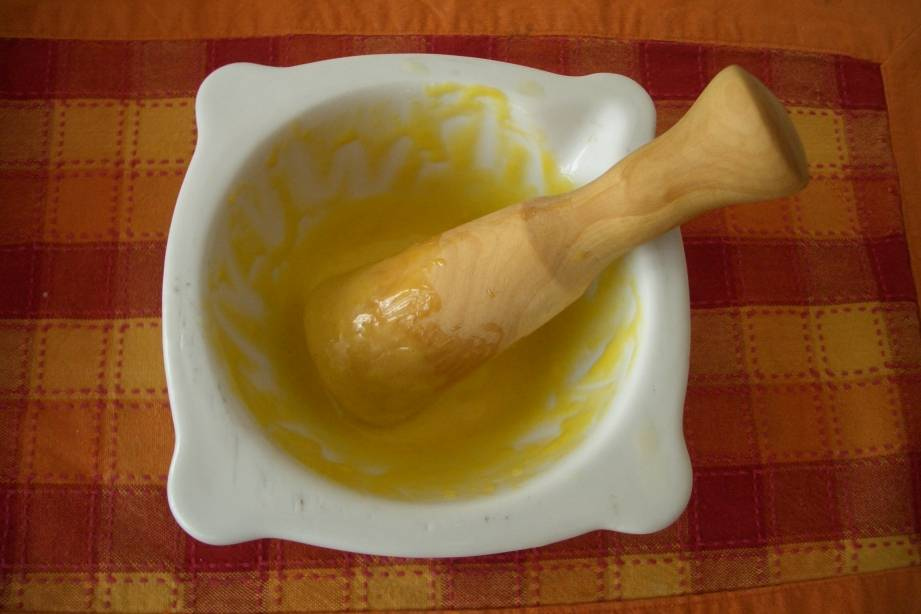
Соус айоли

- Паэлья. Самое известное валенсийское блюдо. Хотя многие города утверждают, что являются родиной паэльи, ее обычно считают родной для Альбуферы и Риберы, к югу от Валенсии. Его можно найти в двух основных вариантах: с курицей и кроликом или с морепродуктами. В настоящее время паэлью можно найти по всему миру, особенно в Испании и Латинской Америке. Название происходит от большой сковороды («paella» по-валенсийски), где её готовят.
- Аррос негре. Рис с кальмарами и кальмаровыми чернилами, приготовленный в паэлье.
- Аррос и караголы (Arròs amb conill i caragols). Блюдо из риса с кроликом и улитками, среди прочих ингредиентов, приготовленное в паэлье. Типично для юга Валенсии и особенно для районов Виналопо .
- Аррос аль форн (Arros al forn). Блюдо из риса, запеченное в духовке и обычно содержащее среди других ингредиентов колбасы, нут и картофель, обычно приготовленное из излишков местного типичного стью.

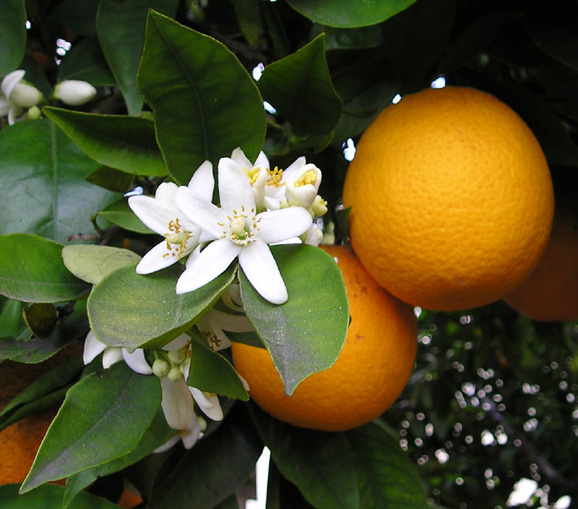
Апельсин – типичный фрукт для региона Валенсии

- Фидеуа (Fideuà). Блюдо на основе лапши и морепродуктов, типичное для валенсийского побережья и родом из Гандии.
- Аррос амб костра (Arròs amb costra). Разновидность arròs al forn, но покрытая яйцом, которое дает «корочку» в названии. Характерно для большей части юга Валенсии и особенно для Эльче.
- Гаспачо. Знаменитое испанское блюдо, типичное для юга и центральной части Испании. В регионе Валенсия оно типично для южных и внутренних районов и является обычным летним блюдом.
- Аррос банда (Arròs a banda). Скромное блюдо, типичное для валенсийского побережья, с рисом, рыбой и чесноком.
- Эмботитс (Embotits). Различные вяленые колбаски.
- Собрасада. Вяленая колбаса, типичная для Майорки, производится на пристани для яхт.
- Боллит (Bollit). Овощное рагу.
- Suquet de peix. Стью из угря, картофеля, чеснока и рыбы, похожее на буйабес .
- Элль и пебре (All i pebre). фирменное блюдо для области вокруг города Валенсия и непосредственно на юге, содержащее перец, чеснок и картофель с угрями.
- Эсгаррат (Esgarrat) или Перикана (Pericana). Блюдо в горах Алькой. Это смесь жареного перца и полосок соленой трески. Перикана также добавляет чеснок.
- Эспенкат (Espencat). Жареные овощи, обычно перец и баклажаны, но можно добавить и другие овощи.
- Кока (Coca). Старинная местная лепёшка с начинками общего происхождения с итальянской пиццей.

## Соусы
- Айоли. Это густой соус, распространенный в большей части западного Средиземноморья, основанный на смешивании чеснока и оливкового масла, в которое иногда добавляют яйцо. Обычно имеет характерный желтый цвет.
- Мулладор (Mullador). Соус, ингредиенты которого могут варьироваться, но он всегда включает помидоры. Остальные ингредиенты зависят от времени года и овощей, доступных в каждой области. Подобные соусы есть во всем Средиземноморье. Другие названия этого вида соуса: «самфайна» в Каталонии, «томакат» или «томбет» на Майорке и рататуй во Франции; гораздо проще «неаполитанская сальса» в Италии. В Алькой и южнее этот соус может включать тунца, как в случае с «писто», типичным для Кастилии-ла-Манча.
- Пикада (Picada). Это соус, состоящий из измельченных орехов, обычно миндаля, оливкового масла, петрушки и небольшого количества молока. Обычно сопровождает рыбные блюда.

## Сладости, аперитивы, десерты и напитки

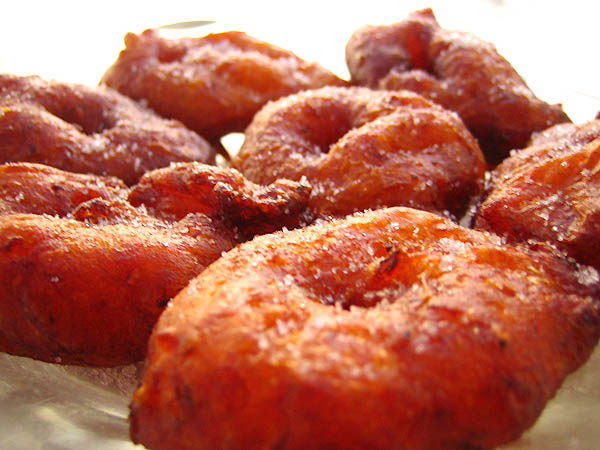
Буньольс с тыквой

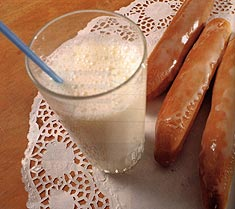
Орчата и фартон

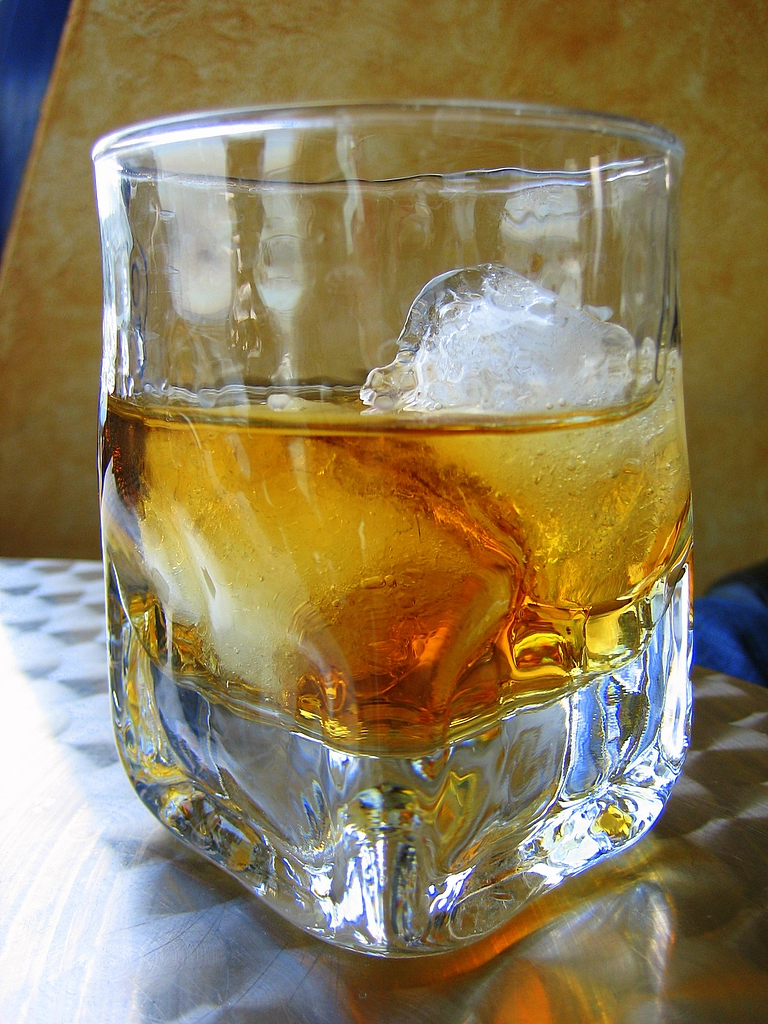
Стакан с мистелем

- Пестиньос[3] (Pestinyos). Небольшая сладкая и сухая выпечка, приправленная апельсиновой цедрой и анисом.
- Пастиссетс (Pastissets). Типичная сладость из теста с начинкой из сладкого миндаля или сладкого картофеля. Вероятно имеет арабское происхождение и типична для большей части Валенсии и юга Каталонии. Подобное блюдо, называемое рубиолс (rubiols), является типичным на Майорке.
- Арнади (Arnadi). Типично для Хативы.
- Кока. Разновидность пиццы или пирога, которая может быть сладкой или пикантной. Характерна для большей части Валенсии, а также некоторых частей Каталонии . Наиболее распространенными видами в Валенсии являются coca de llanda, разновидность бисквита, часто со вкусом тыквы, лимона или яблока; coca de mullador или coca de Sant Joan в Аликанте - небольшая выпечка, похожая на пиццу, с рататуем сверху и иногда с тунцом или другими деликатесами; и coca de xulla, лепёшка с беконом и сосисками сверху. Типичная для Аликанте "Coca de molletes" с мягкой соленой крошкой из муки.
- Кокес де дакса (Coques de dacsa), родом из Ротова недалеко от Гандии, продаются в окрестностях Дении и Гандии. Это лепёшки, похожие на мексиканские тортильи, с начинкой из различных закусок, таких как мулладор. Похожим блюдом является coques de mestall из соседнего графства Валлдинья.
- Арроп и таллатес (Arrop i tallaetes). Десерт, в котором кусочки фруктов погружены в сладкий сироп из виноградного сусла.
- Фартон (Fartons). Это кондитерские изделие, булочка вытянутой формы, которую обмакивают в орчату.
- Орчата (Orxata, Horchata). Напиток, приготовленный путем вымачивания риса или других продуктов в воде длительное время. Есть как минимум два вида местного производства. Первым является Orxata de Xufa, сделанный из тигрового ореха, типично валенсийский и производимый только в районе Альборайя, к северу от Валенсии. Второй - Orxata d' Ametlla, который производят и употребляют в Аликанте и Хихоне.
- Пеладильяс (Peladillas), драже «иорданский миндаль». Типичны для Касинос.
- Туррон (Torró). Разновидность нуги из Хихона и Аликанте, доступна в двух видах: твердая и мягкая.
- Фигуэс альбардас (Figues albardaes) фриттеры из инжира, традиционные для Фальяса.
- Буньюэлос[4]. Аналог российских пончиков: обжаренные в масле и покрытые сахарной пудрой пирожки, которые популярны в Испании и во многих странах Латинской Америке. Валенсийский вариант обычно включает тыкву в тесте, хотя часто в изделиях для продажи её не добавляют. Типичны для Фальяса.

## Вина и ликеры
Валенсийские вина также пользуются уважением благодаря трем охраняемым наименованиям по происхождению: Аликанте, Утьель-Рекена и Валенсия. В Утьель-Рекене производят игристое вино под маркой кава. Между тем, мускат (крепленое вино, известное как «москатель», также «мистела») производится в Марина-Альта (недалеко от Дении) провинция Аликанте, а также в Турисе, Честе, Годеллете и окрестностях, провинция Валенсия.